# Bungō Stray Dogs: Mayoi Inu Kaikitan
Bungo Stray Dogs: Mayoi Inu Kaikitan (文豪ストレイドッグス 迷ヰ犬怪奇譚 Bungō Stray Dogs: Mayoi Inu Kaikitan?), titulado Bungo Stray Dogs: Tales of the Lost en inglés, es un videojuego de rol para Android e iOS, basado en la adaptación de anime de Bungō Stray Dogs.

## Jugabilidad
El juego sigue los eventos del anime. Expulsado de su orfanato, al borde de la inanición, Atsushi Nakajima se encuentra con una extraña organización, la Agencia Armada de Detectives. Los rumores dicen que se especializan en tareas que ni siquiera la policía o el ejército pueden manejar.
La historia principal del juego contiene información adicional y nuevos puntos de vista basados en la historia original del anime. Los sucesos de eventos contienen escenas originales del juego nunca antes vistos, así como historias paralelas que aparecen en el anime.
Mayoi Inu Kaikitan posee varios personajes, principalmente de la Agencia Armada de Detectives y los miembros de Port Mafia, entre otros, que pueden equiparse con atuendos exclusivos del juego. El juego permite al jugador formar un equipo de personajes independientemente de su afiliación.

## Lanzamiento
El juego fue lanzado el 14 de diciembre de 2017 en Japón para Android e iOS. Antes de su lanzamiento, se llevó a cabo una campaña de preinscripción desde el 11 de noviembre de 2017 hasta el 14 de diciembre. También se lanzó una versión en inglés el 4 de julio de 2018. Del mismo modo, una campaña de preinscripción inició el 19 de junio de 2018 hasta el 4 de julio.
El 22 de noviembre de 2018, se anunció que el juego sería coeditado por Crunchyroll, la distribuidora de anime en América del Norte. El 15 de octubre de 2020, se anunció que Crunchyroll Games dejaría de publicar el juego a partir de noviembre del mismo año, mientras que Ambition seguiría desarrollando el juego.